# Chorebus minimus
Chorebus minimus är en stekelart som först beskrevs av Cresson 1872.  Chorebus minimus ingår i släktet Chorebus och familjen bracksteklar. Inga underarter finns listade i Catalogue of Life.